# Paradís Bohemi
El Paradís de Bohèmia (en txec, Český ráj) és una àrea protegida que l'any 1955 va ser declarada com la primera reserva de la natura de la República Txeca.
Es tracta d'un geoparc que, inicialment, abastà una superfície de 95 km²; més tard s'amplià a 182. Es troba al nord de Bohèmia i al nord-oest de Praga; aproximadament les ciutats de Turnov, Jičín i Mnichovo Hradiště es troben als seus límits administratius.

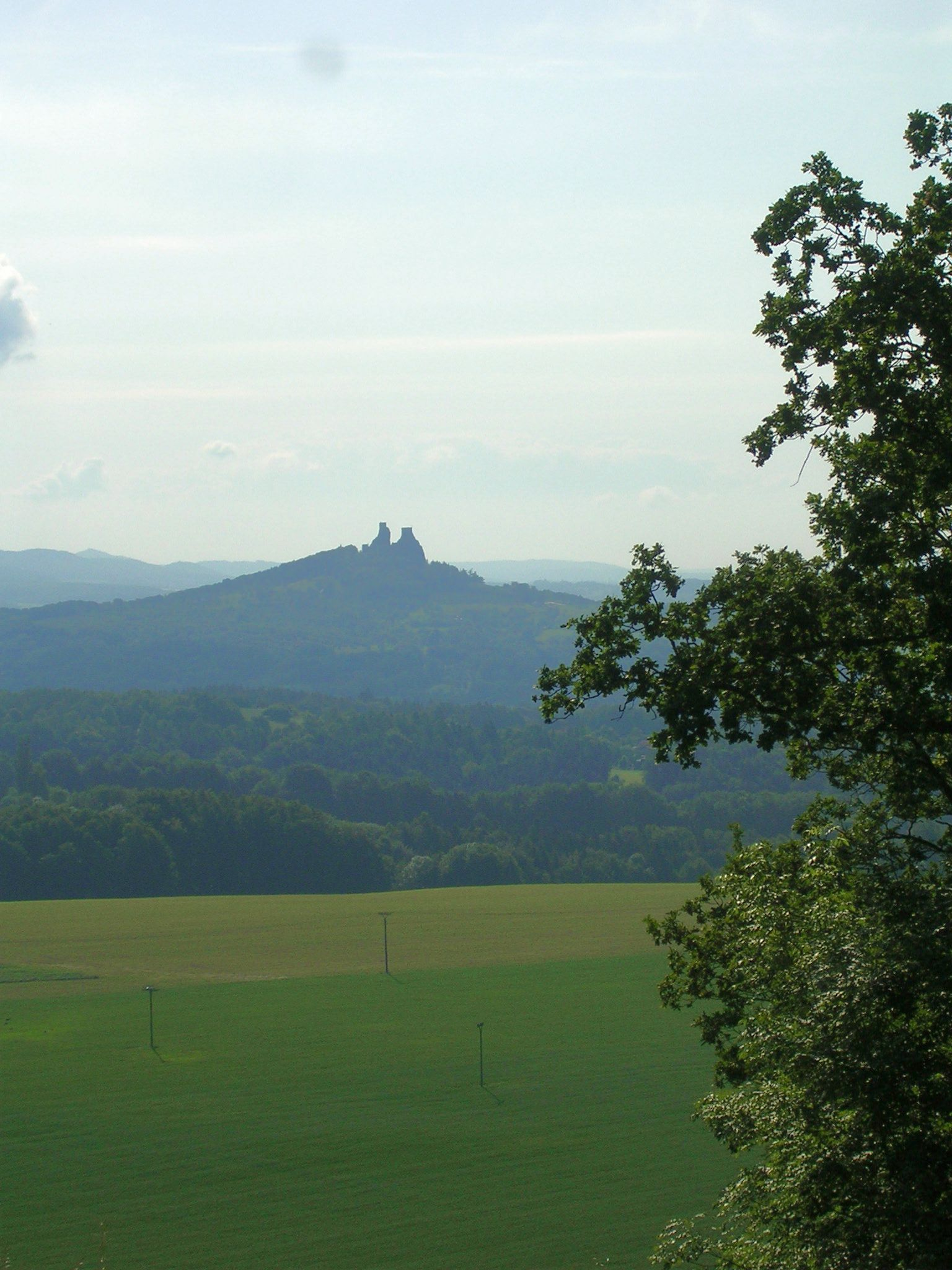
Trosky Castle: Símbol del Paradís Bohemi
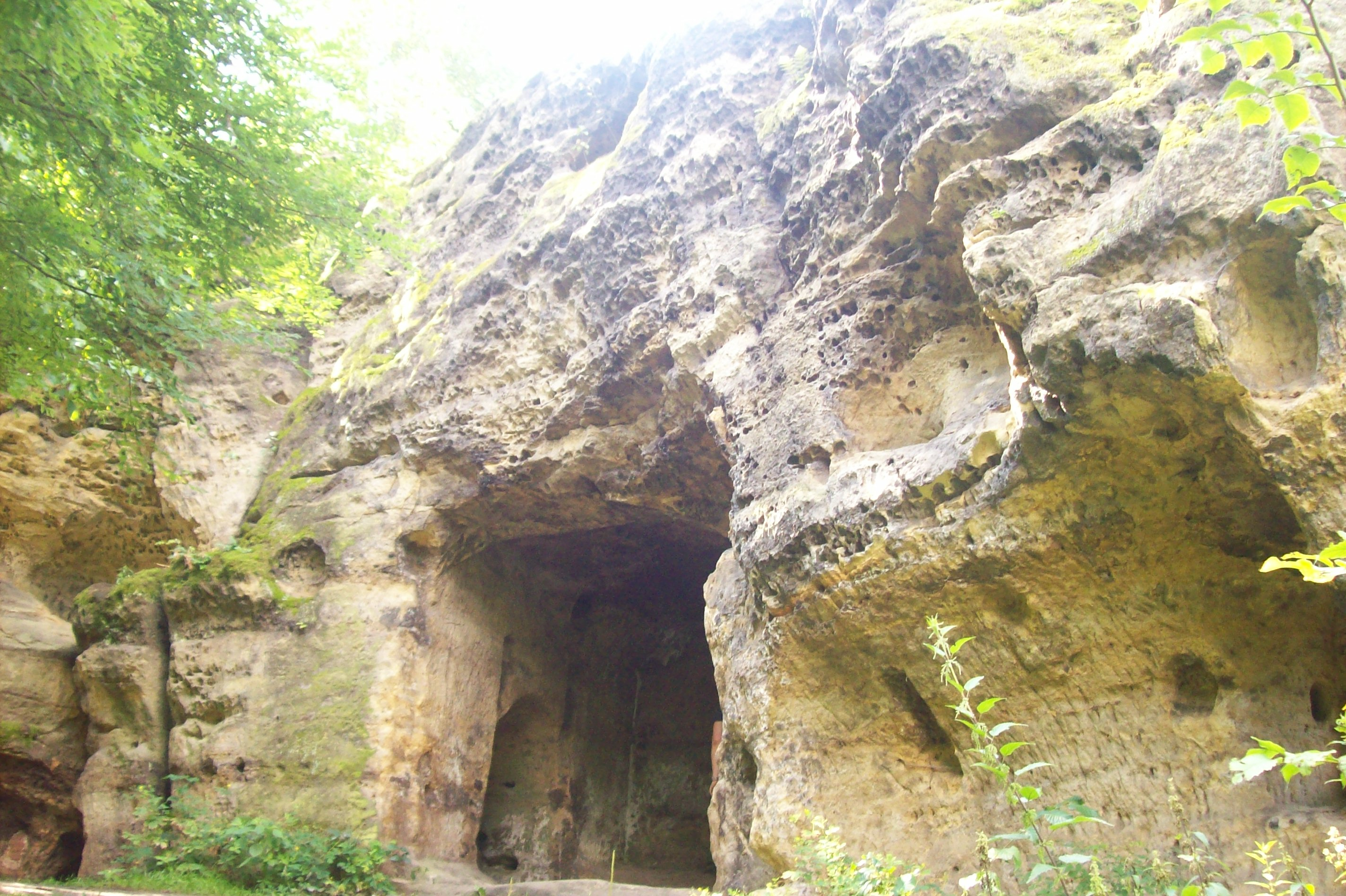
Entrada a una cova
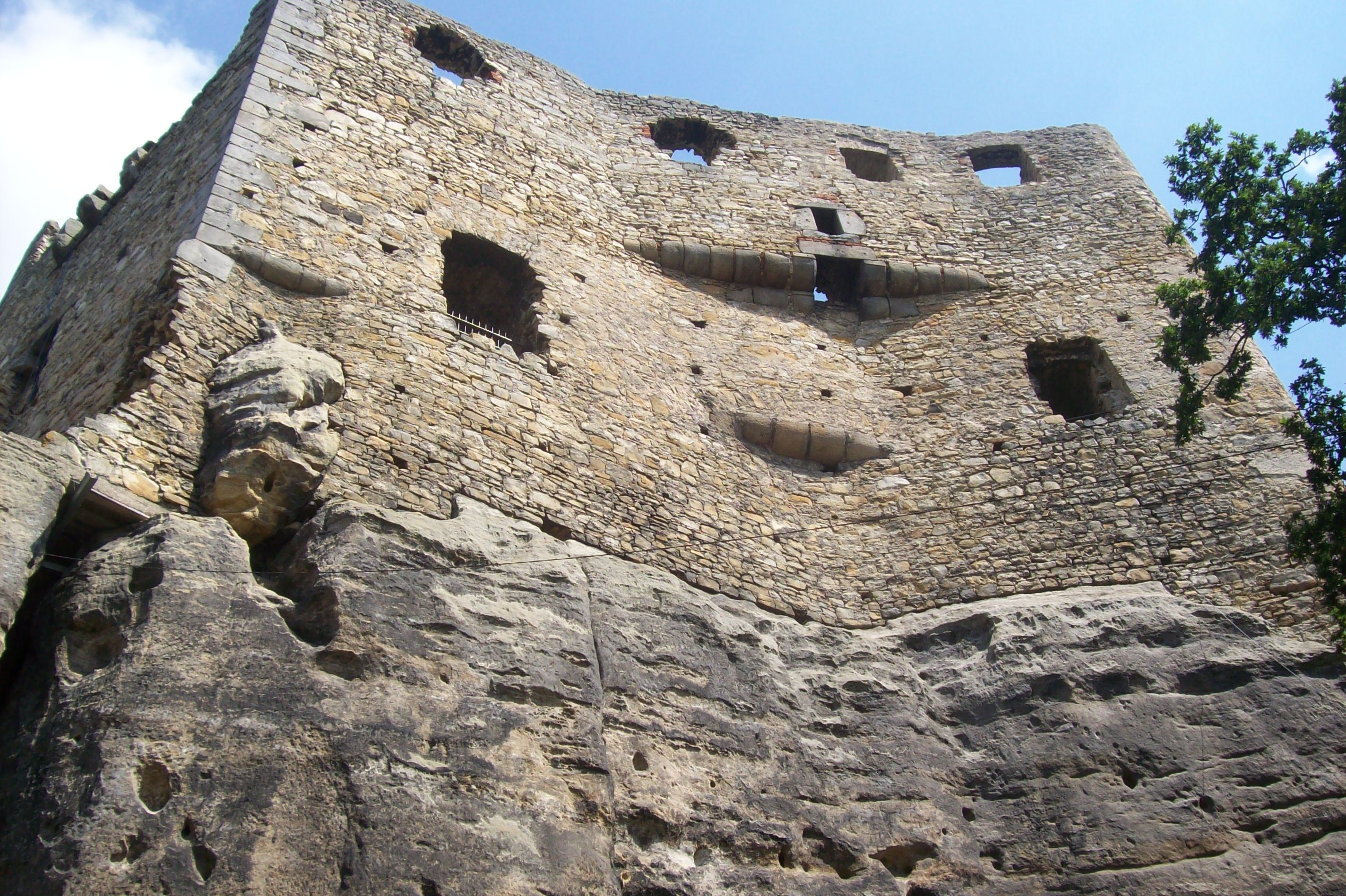
Castell Valečov
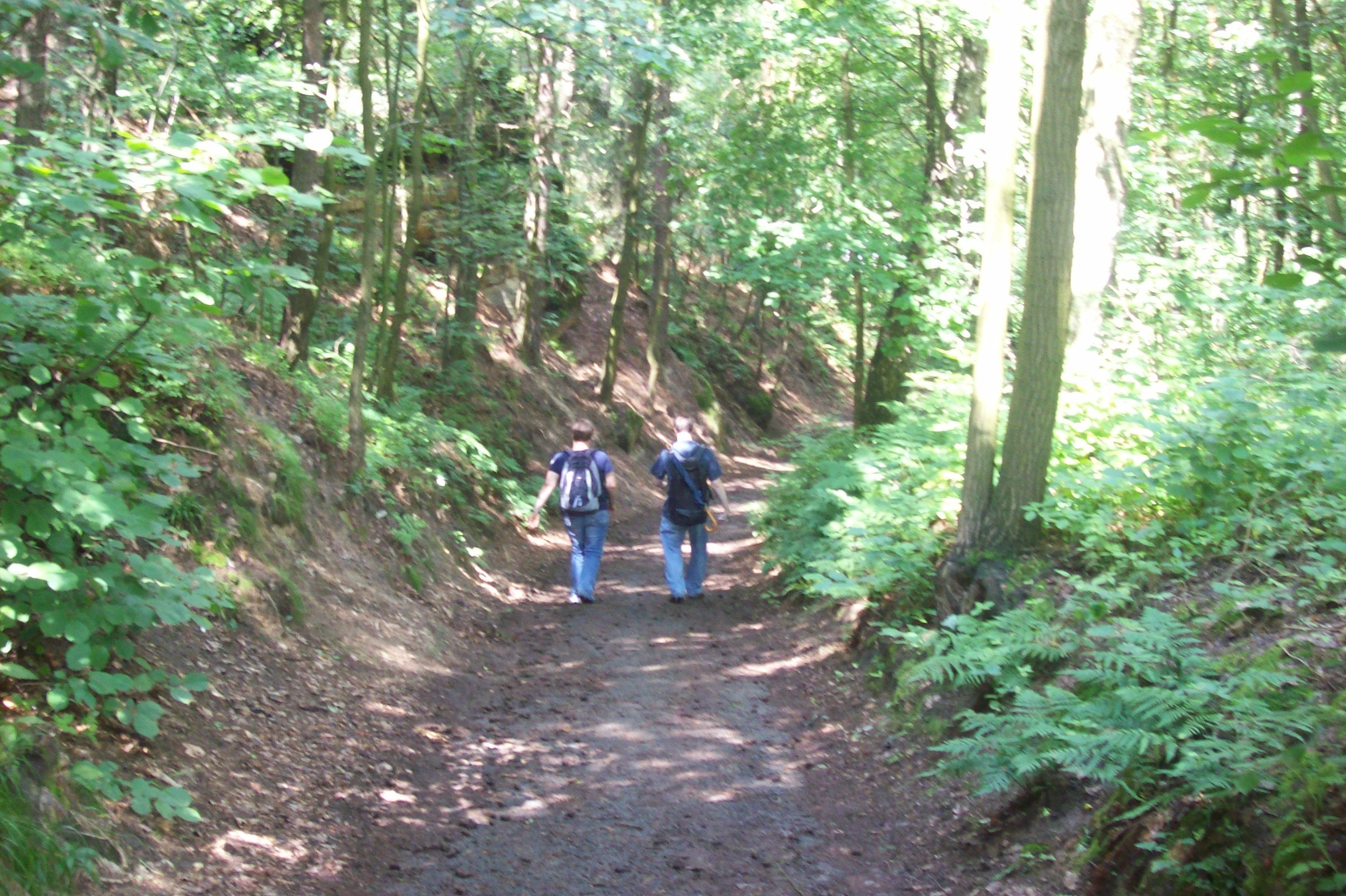
Bosc
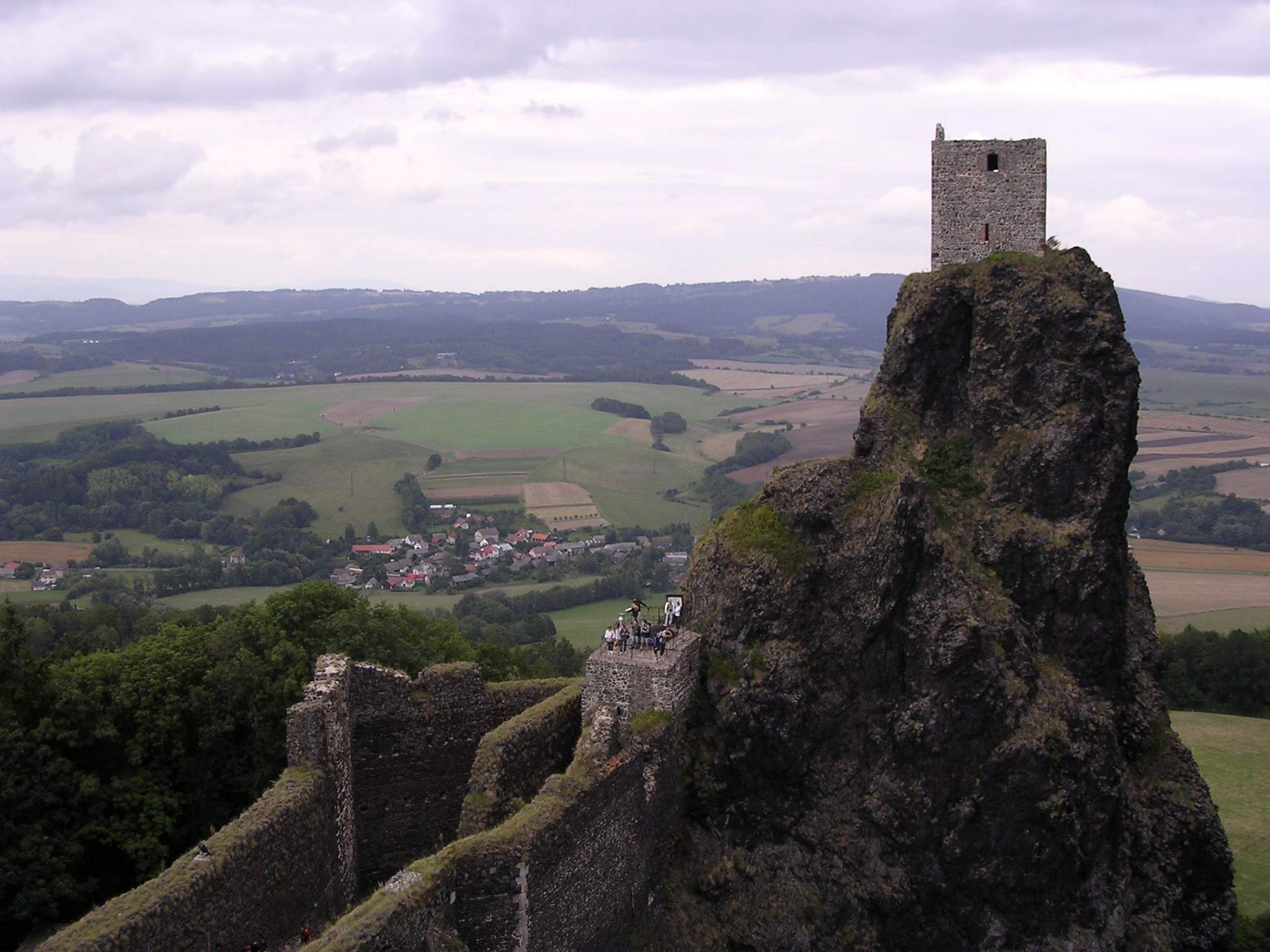
Castell Trosky

## Belleses naturals
Moltes de les ciutats dels voltants del parc estan fetes amb la seva pedra sorrenca. Moltes de les roques han agafat belles formes per la meteorització. Es poden visitar,per exemple les zones rocoses de Hrubé, Suché, Prachovské i Klokočské.
Kozákov és el turó més alt de la zona, originàriament era un volcà.
Lesw coves de dolomita de Bozkov tenen el llac subterrani més gran de Txèquia. La vall de Podtrosecké està situat a les runes del castell Trosky, que és el símbol del Paradís bohemi té nombrosos petits llacs, Věžák, Nebák, Vidlák.